# 司力星
司力星（200 Dynamene）是由德国裔美国天文学家克里斯蒂安·亨利·弗里德里希·彼得斯于1879年7月27日在美国纽约州奥奈达克林顿村发现的主带小行星。
該小行星以希腊神话中海神涅柔斯的女儿、海力神女底那墨涅命名。